# Веверн, Александр Адамович
Александр Адамович Веверн (4 [16] июля 1865 — после 1919) — генерал-майор Российской императорской армии; участник Русско-японской и Первой мировой войн, кавалер ордена Святого Георгия 4-й степени и Георгиевского оружия. После революции служил в Белой армии.

## Биография
Родился 7 июля 1865 года. Происходил из офицерской династии Вевернов, представители которой традиционно служили в артиллерии и инженерных войсках. Сын генерал-майора Адама Адольфовича Веверна (ум. 26 августа 1883 года). Получил образование во 2-м Московском кадетском корпусе. В императорской армии с 31 августа 1883 года. Окончил 3-е военное Александровское училище и 7 августа 1895 года произведён в подпоручики со старшинством с 14 августа 1894 года и назначением в 113-й пехотный Старорусский полк.
Через некоторое время службы в пехоте переведён в артиллерию. Служил в 31-й артиллерийской бригаде. Произведён в поручики со старшинством с 25 июля 1888 года. 25 июля 1895 года произведён в штабс-капитаны и в дальнейшем переведён в 13-ю артиллерийскую бригаду. 27 июля 1899 года произведён в капитаны. Окончил Офицерскую артиллерийскую школу с оценкой «успешно».
Участвовал в Русско-японской войне, во время которой был ранен. 20 июня 1904 года переведён в 4-ю Восточно-Сибирскую горную батарею, сформированную на базе 5-й батареи 13-й артиллерийской бригады, в рядах которой отправился на театр военных действий. 14 января 1905 года «за отличия в делах против японцев» произведён в подполковники со старшинством с 17 июля 1904 года. 14 февраля того же года переведён в Кавказский стрелковый артиллерийский дивизион с назначением командиром 3-й батареи.
4 февраля 1908 года назначен командиром 4-й батареи 13-й артиллерийской бригады. 19 апреля 1912 года «за отличие по службе» произведён в полковники и назначен командиром 2-го дивизиона 31-й артиллерийской бригады.
Участвовал в Первой мировой войне. Приказом главнокомандующего армиями Юго-Западного фронта от 24 ноября 1914 года № 291, Высочайше утверждённым 9 марта 1915 года, награждён Георгиевским оружием:
За то, что во время боев с 27-го по 30-е августа 1914 года, находясь на сильно обстреливаемом ружейным огнем передовом наблюдательном пункте близ терпентинного завода, управлял 2-й, 4-й и 6-й батареями, чем способствовал нанесению противнику решительного поражения.
Высочайшим повелением от 2 января 1915 года, объявленным в приказе от 26 января того же года, пожалован орденом Святого Георгия 4-й степени:
За то, что 10-го декабря 1914 года в бою у д. Ядлова прибежал с наблюдательного пункта к находившимся в тяжелом положении и отбивавшим «на картечь» настойчивые атаки противника 5-й и 6-й батареям его дивизиона, где, несмотря на контузию в голову, продолжал оставаться до самого конца боя, руководя действиями названных батарей, результатом коих было отбитие всех атак неприятеля и переход в наступление частей нашей пехоты.
8 ноября 1915 года «за отличия в делах против неприятеля» получил чин генерал-майора со старшинством с 6 мая того же года и оставлением командующим своим дивизионом. 11 января 1916 года назначен командиром 50-й артиллерийской бригады, но уже 29 февраля 1916 года назначен командиром 31-й артиллерийской бригады. 9 июня 1917 года назначен инспектором артиллерии 23-го армейского корпуса.
После октябрьской революции 1917 года присоединился к Белому движению, служил в Добровольческой армии. До 27 ноября 1918 года был временно исправляющим должность начальника запасных частей армии, 27 ноября 1918 года утверждён в должности начальником запасных частей армии. По состоянию на 22 января 1919 года находился в резерве чинов при штабе главнокомандующего Вооружёнными силами Юга России.
Был женат, на 1914 год имел сына и двух дочерей.
Сын, Александр Веверн, также служил в императорской армии, поручик артиллерии; после революции служил под началом отца в управлении начальника запасных частей, в 1919 году произведён в капитаны; в 1920 году эвакуировался из Крыма на о. Проти на судне «Кизил Ермак»; жена — Елена Валериановна.

## Награды
Александр Адамович Веверн был награждён следующими наградами:
- Орден Святого Георгия 4-й степени (26 января 1915);
- Георгиевское оружие (24 ноября 1914; утверждено 9 марта 1915);
- Орден Святого Владимира 3-й степени с мечами (18 февраля 1915);
- Орден Святой Анны 2-й степени (10 марта 1907[15]); мечи к ордену (28 февраля 1916);
- Орден Святой Анны 3-й степени (15 июня 1902[16]); мечи и бант к ордену (21 июня 1916);
- Орден Святого Станислава 1-й степени с мечами (1 декабря 1916);
- Орден Святого Станислава 2-й степени с мечами (1904; утверждён 10 июля 1905[17]);
- Орден Святого Станислава 3-й степени (1895[18]);
- Высочайшее благоволение (14 мая 1915).